# ヴラディミル・ザイモフ

1940年代撮影

ヴラディミル・ザイモフ（Владимир Заимов、1888年12月8日 - 1942年6月1日）は、ブルガリアの軍人、ソ連のスパイ。最終階級は砲兵大将(死後の1944年に)。ソ連邦英雄。

## 経歴
キュステンディル市出身。父ストヤン・ザイモフは、ブルガリアの著名な軍人、政治家で、母クラヴジヤ・コルサクはロシア貴族出身だった。1907年、幼年学校を卒業し、砲兵隊に勤務。バルカン戦争と第一次世界大戦に従軍。1927年から砲兵隊の創設に参加した。1934年、少将。1935年末、共和派とソ連との友好の支持者だったため、予備役に編入され、刑務所に入れられた。
1939年1月からソ連のスパイとなり、駐ブルガリア・ソ連駐在武官A.ベネジクトフと協力した。強力な諜報網を構築し、ヴァルナ、ルーマニア、チェコスロバキアの組織と接触を確立した。ザイモフの主要な情報源は、ヘルマン・ゲーリングの歯医者マガルリエフ、ベルリンの攻撃機連隊長、ヨーゼフ・ゲッベルスの部下のクノーテ博士だった。
ザイモフと連絡していたスロバキアのフォムフェッラとシュヴァルツのグループが摘発された後、1942年3月23日、ザイモフは逮捕され、拷問の後、ソフィアで銃殺された。

## 顕彰
死後、1944年に大将に2階級特進し、ソフィアから故郷のプレヴェンに改葬され、父の隣に埋葬された。
1966年、赤旗勲章を授与された。